# Резана
Резана (итал. Resana) је насеље у Италији у округу Тревизо, региону Венето.
Према процени из 2011. у насељу је живело 3031 становника. Насеље се налази на надморској висини од 31 м.

## Становништво
Према резултатима пописа становништва 2011. у општини је живело 9.290 становника.
| 1931. | 1936. | 1951. | 1961. | 1971. | 1981. | 1991. | 2001. | 2011. |
| ----- | ----- | ----- | ----- | ----- | ----- | ----- | ----- | ----- |
| 5.948 | 5.882 | 5.974 | 5.345 | 5.345 | 5.943 | 6.410 | 7.491 | 9.290 |